# Mama Corsica
Chansons représentant la France au Concours Eurovision de la chanson
Monté la riviè
(1992) Je suis un vrai garçon
(1994)
Mama Corsica est une chanson interprétée par le chanteur français Patrick Fiori pour représenter la France au Concours Eurovision de la chanson 1993 qui se déroulait à Millstreet, en Irlande.
La chanson a également été enregistrée en allemand sous le titre de Mama Korsika.

## Thème
La chanson, sur des paroles et une musique de François Valéry, est à la louange de la Corse, dans les paroles l'île est comparée à une mère prenant pitié de tous ceux qui viennent à elle, d'où le titre « Mama Corsica », signifiant littéralement « Maman Corse ». 
La majorité de la chanson est chantée en français mais aussi partiellement en corse : « Mama Corsica, sta sera cantemu en corsu per te » (« Maman Corse, ce soir nous chantons en corse pour toi ») et « Mama Corsica, u mondu n'a occhi sta sera che per te » (« Maman Corse, le monde n’a d’yeux que pour toi ce soir »).

## Concours Eurovision de la chanson
Elle est interprétée en français, langue nationale (avec quelques phrases en corse, langue régionale), comme l'impose la règle entre 1976 et 1999. C'est la première fois au concours qu'une chanson a été chanté en corse, avant la chanson Sognu d'Amaury Vassili en 2011. L'orchestre est dirigé par Christian Cravero.
Il s'agit de la douzième chanson interprétée lors de la soirée, après Anabela (en) qui représentait le Portugal avec A cidade (até ser dia) (en) et avant Arvingarna (en) qui représentait la Suède avec Eloise (en). À l'issue du vote, elle a obtenu 121 points, se classant 4e sur 25 chansons,. En fait, la chanson avait obtenu la particularité d'être la chanson la mieux classée qui a été effectué dans une langue qui n'était pas une langue officielle dans aucun des pays de la compétition, jusqu'en 2003, lorsque la chanson représentant la Belgique avait atteint la deuxième place, Sanomi étant chantée dans une langue inventée.

## Liste des titres
| 1. | Mama Corsica                         | François Valéry | François Valéry | 3:00 |
| 2. | Mama Corsica (version instrumentale) |                 | François Valéry | 3:00 |

## Classements

### Classements hebdomadaires
| Classement (1993)                | Meilleure position |
| -------------------------------- | ------------------ |
| France (SNEP)                    | 40                 |
| Pays-Bas (Nederlandse Tipparade) | 8                  |
| Pays-Bas (Single Top 100)        | 43                 |

## Historique de sortie
| Pays       | Date | Format    | Label                   |
| ---------- | ---- | --------- | ----------------------- |
| Allemagne, | 1993 | CD single | Papagayo                |
| France     | 1993 | CD single | Mad in France, PolyGram |